# فینال جام در جام اروپا ۱۹۷۱
فینال جام در جام اروپا ۱۹۷۱، رقابت پایانی جام در جام اروپا در سال ۱۹۷۱ میلادی است که مابین دو تیم باشگاه فوتبال چلسی و باشگاه فوتبال رئال مادرید برگزار شده‌است.
این مسابقه که در تاریخ 19 مه ۱۹۷۱ انجام شده‌است با نتیجه ۱ بر ۱ به پایان رسید.
در بازی تکراری که در تاریخ ۲۱ مه ۱۹۷۱ برگزار شد باشگاه فوتبال چلسی با نتیجه ۲ بر یک به پیروزی رسید.

## مسابقه
| چلسی      | ۱–۱ | رئال مادرید |
| --------- | --- | ----------- |
| آسگود ۵۶' |     | زوکو ۹۰'    |

### تکرار
| چلسی                  | ۲–۱ | رئال مادرید |
| --------------------- | --- | ----------- |
| آسگود ۳۳' · دمپسی ۳۹' |     | فلیتاس ۷۵'  |